# ان‌جی‌سی ۴۶۹۸
ان‌جی‌سی ۴۶۹۸ (انگلیسی: NGC 4698) نام یک کهکشان مارپیچی میله‌ای در صورت فلکی دوشیزه است.